# サラ・ヴォーン・ウィズ・クリフォード・ブラウン
『サラ・ヴォーン・ウィズ・クリフォード・ブラウン』（原題：Sarah Vaughan）は、アメリカ合衆国のジャズ・ボーカリスト、サラ・ヴォーンが1954年12月に録音、1955年に発表したスタジオ・アルバム。トランペット奏者のクリフォード・ブラウンが全面参加した。

## 背景
ブラウンは1954年当時、エマーシー・レコード所属の女性ボーカリストの録音で度々サイドマンを務めており、8月にはダイナ・ワシントンの録音に参加したのに加えて、本作のレコーディングの同月にはヘレン・メリルのアルバム『ヘレン・メリル・ウィズ・クリフォード・ブラウン』の録音に参加した。本作でリズム・セクションを務めたジミー・ジョーンズ、ジョー・ベンジャミン、ロイ・ヘインズは、いずれも当時ヴォーンのレギュラー・コンボのメンバーであった。
「バードランドの子守唄」はジョージ・シアリング作曲のスタンダード・ナンバーで、本作の再発LPの一部（1962年のオランダ盤、1975年のブラジル盤など）は、同曲がタイトルに冠された。

## 評価
ジョン・ブッシュはオールミュージックにおいて満点の5点を付け「ヴォーンのキャリアの中でも、間違いなく最高の歌声」「ブラウンは"Lullaby of Birdland"、"Jim"、"September Song"といった曲で、彼女とほぼ対等のソロを披露している」と評している。本作は1999年にグラミーの殿堂入りを果たした。

## 収録曲
1. バードランドの子守唄 - "Lullaby of Birdland" (George Shearing, George David Weiss) - 4:06
2. エイプリル・イン・パリ - "April in Paris" (Vernon Duke, E.Y. "Yip" Harburg) - 6:26
3. ヒーズ・マイ・ガイ - "He's My Guy" (Gene de Paul, Don Raye) - 4:17
4. ジム - "Jim" (Caesar Petrillo, Edward Ross, Nelson Shawn) - 5:56
5. ユーアー・ノット・ザ・カインド - "You're Not the Kind" (Will Hudson, Irving Mills) - 4:48
6. エンブレイサブル・ユー - "Embraceable You" (George Gershwin, Ira Gershwin) - 4:54
7. アイム・グラッド・ゼア・イズ・ユー - "I'm Glad There Is You" (Jimmy Dorsey, Paul Mertz) - 5:14
8. セプテンバー・ソング - "September Song" (Kurt Weill, Maxwell Anderson) - 5:50
9. イッツ・クレイジー - "It's Crazy" (Al Fields, Timmie Rodgers) - 5:01

### リマスターCDボーナス・トラック
1. バードランドの子守唄（別テイク） - "Lullaby of Birdland (Alt. Take)" (G. Shearing, G. Weiss) - 4:00

### 参加ミュージシャン
- サラ・ヴォーン - ボーカル
- クリフォード・ブラウン - トランペット
- ポール・クイニシェット - テナー・サクソフォーン
- ハービー・マン - フルート
- ジミー・ジョーンズ - ピアノ
- ジョー・ベンジャミン - ダブル・ベース
- ロイ・ヘインズ - ドラムス
- アーニー・ウィルキンス - アレンジ、指揮